# 1897년 윌리엄 매킨리 대통령 취임식
윌리엄 매킨리의 첫 대통령 취임식은 1897년 3월 4일 목요일, 워싱턴 D.C.의 미국 국회의사당 구 상원회의장 앞에서 열렸다. 이 취임식은 28번째 미국 대통령 취임식으로, 윌리엄 매킨리의 첫 번째이자 결국 유일한 임기 전체가 시작되었고, 개릿 A. 호바트의 부통령으로서의 유일한 임기가 시작되었다. 대법원장 멜빌 풀러가 대통령 취임 선서를 집행했다. 이 취임식은 영화로 기록된 첫 번째 취임식이었고, 19세기에 열린 마지막 대통령 취임식이었다. 호바트는 이 임기 중 2년 262일에 사망했으며, 임기 중 부통령직을 채울 수 있는 헌법 조항이 없어 직위는 공석으로 남아 있었다. 이는 1967년에 미국 수정 헌법 제25조에 의해 규정되었다.

## 사진

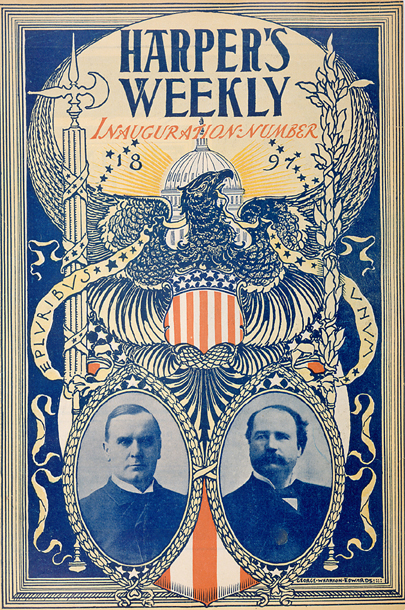
행사 취임식 팸플릿

## 같이 보기
- 윌리엄 매킨리 행정부
- 1901년 윌리엄 매킨리 대통령 취임식
- 1896년 미국 대통령 선거